# Reparaturbrigade Zementwerk
Reparaturbrigade Zementwerk ist ein Dokumentarfilm des DEFA-Studios für Dokumentarfilme von Werner Kohlert aus dem Jahr 1979.

## Handlung
Wir sehen Bilder einer Fabriklandschaft, sie zeigen die Produktionsanlagen des Zementwerkes Bernburg (Saale), die 365 Tage im Jahr in Betrieb sind, denn einen Stillstand gibt es nur bei Reparaturen. Eine solche Großreparatur ist wieder im Dezember 1978 geplant. Ursprünglich waren dafür 16 Tage vorgesehen, jedoch hat der Betriebsdirektor dafür nur 14 Tage genehmigt. Wird dieser Zeitraum gehalten, gibt es 15 000 Mark (DDR) Prämie für die an der Reparatur beteiligten Kollegen. Wird die Anlage noch einen Tag früher übergeben, erhöht sich die Prämie auf 20 000 Mark (DDR), teilt der zuständige Meister in der Vorbereitungsphase den Beteiligten der durchführenden Brigade mit. Zudem erfahren sie in dieser Versammlung, dass wegen der aktuell angespannten Lage der Zementproduktion in der gesamten DDR der zuständige Minister persönlich die Genehmigung zur Reparatur erteilt habe.
Sobald die Reparaturarbeiten begonnen haben, die bis zum Ende mit der Kamera begleitet werden, ist das Filmteam durch den Zementstaub nicht mehr von den Arbeitern zu unterscheiden. Nun versuchen die Filmleute, mit dem Meister und mehreren seiner Mitarbeiter ins Gespräch zu kommen. Dabei kommt zur Sprache, dass solch eine Reparatur etwa zweimal im Jahr durchgeführt wird. Deshalb ist sie keine außergewöhnliche Aktion, vor allen Dingen, da zumeist die gleichen Kollegen die Arbeit ausführen, die den Schmutz und die schweren körperlichen  Arbeiten bereits kennen. Mit der Entlohnung sind sie zufrieden, so dass sie sich die Einsätze am Wochenende nicht bezahlen lassen, sondern die Zeit lieber abbummeln. Innerhalb der Brigade herrscht ein gutes Verhältnis, weshalb die Arbeiter gern zur Arbeit gehen, was auch mit der Einstellung zum Betrieb zusammenhängt. Ein Handwerker behauptet zwar, den Betrieb, in dem er schon über zwanzig Jahre arbeitet, zu lieben, aber seinem Sohn rät er, lieber einen sauberen Beruf zu ergreifen.
Probleme gibt es natürlich auch, so steht die Frage der Ersatzteilbereitstellung. Auf manche der Hauptersatzteile muss manchmal drei bis vier Jahre gewartet werden, weshalb häufig bei den Reparaturen improvisiert werden muss. Der Meister betont, dass nicht die Arbeit das Leben im Betrieb schwer macht, sondern der Bürokratismus, wenn der nicht wäre, könnten sie alle etwas ausgeruhter nach Hause gehen. Die Handwerker seien dazu auch noch das letzte Rad am Wagen, denn sie produzierten keinen Zement, der das Geld in die Kassen bringt, sondern sie kosteten nur welches. Ihre Anwesenheit wird also nur als notwendiges Übel betrachtet. 
Nach ihren persönlichen Wünschen befragt, gibt es von den Arbeitern die üblichen Antworten, wie Gesundheit, Frieden, Ruhe und Familienglück. Einige haben keine Wünsche und sind mit ihrer Lebenssituation zufrieden. Das Filmteam stellt zum Ende des Films fest, dass sie ursprünglich in das Innere eines solchen Werkes vordringen wollten, das Innerste aber in dem Tun und Denken der Menschen fanden, die durch nichts zu ersetzen sind.

## Produktion und Veröffentlichung
Reparaturbrigade Zementwerk wurde von der künstlerischen Arbeitsgemeinschaft document unter dem Arbeitstitel Zementwerk Bernburg auf ORWO-Color gedreht und hatte am 6. September 1979 im Berliner Kino International als Vorfilm zu dem DEFA-Spielfilm Schatzsucher seine festliche Premiere.

## Kritik
Horst Knietzsch schrieb im Neuen Deutschland:

„Was mir an dieser Arbeit gefällt, ist nicht nur die eindrucksvolle optische Gestaltung, sondern auch der Lakonismus und das unverwechselbare Selbstbewußtsein, mit dem sich hier Arbeiter vor der Kamera äußern, Männer, die einen schweren Beruf ausüben und die stolz auf das Werk ihrer Hände sind.“